# Giesche
Giesche SA – polska spółka akcyjna, największe przedsiębiorstwo przemysłu ciężkiego w międzywojennej Polsce, istniała w latach 1922–1946 .
Początki Giesche sięgają przełomu XVII i XVIII wieku, gdy wrocławski kupiec Georg von Giesche otrzymał cesarski monopol na wydobycie rud cynku na Śląsku. Spółka została założona w 1907 roku. W 1922 roku, po podziale Górnego Śląska, 80% jej majątku znalazło się w granicach Polski, została wówczas w polskim Rejestrze Handlowym B zarejestrowana pod nazwą Giesche S.A. Siedziba spółki znajdowała się w Katowicach.
Giesche S.A. była jednym z największych polskich przedsiębiorstw przemysłu ciężkiego, zajmowała się działalnością w branży wydobywczej i przetwórstwa surowców. Należały do niej kopalnie węgla, rud ołowiu i cynku, huty, walcownie, zakłady przemysłu chemicznego oraz fabryka porcelany Giesche Porzellanfabrik. 
Około 1922 roku własnością spółki były:
- kopalnie węgla kamiennego:
  - Kleofas
  - Giesche
- kopalnie rud cynku i ołowiu:
  - Bleischarley
  - Matylda w Kątach
- prażalnie blendy cynkowej:
  - Becke
  - Lieres
  - Saeger
- huty cynku:
  - Bernhardi
  - Paul
  - Wilhelmine
  - Uthemann (zob. Huta Metali Nieżelaznych Szopienice)
  - Trzebinia
- walcownie cynku
  - Schoppinitz
  - Trzebinia
- huty cynku i srebra:
  - Walther Croneck
  - Trzebinia
- fabryki kwasu siarkowego w Roździeniu i Trzebini

Giesche wybudowało także osiedla Giszowiec i Nikiszowiec. W 1926 roku akcjonariat twierdząc, że władze polskie utrudniają działanie spółki z kapitałem niemieckim, sprzedał jej akcje za 4 miliony ówczesnych dolarów Amerykanom.
Po agresji III Rzeszy na Polskę, w 1940 amerykański zarząd spółki został odsunięty od czynności przez okupacyjne władze niemieckie, które wprowadziły w przedsiębiorstwie zarząd powierniczy, wykorzystujący więźniów i robotników przymusowych.
Po wojnie spółkę, jako niemiecką, znacjonalizowano. Nie wzięto w jej wypadku pod uwagę, że dekret o nacjonalizacji nie obejmował nieruchomości, a jedynie zakłady przemysłu ciężkiego. Giesche S.A. została znacjonalizowana w całości. Rząd USA upomniał się jednak o majątek amerykańskich akcjonariuszy i w 1960 roku Polska i USA zawarły układ o odszkodowaniach. W zamian za 40 milionów dolarów odszkodowania, w tym 30 milionów za spółkę Giesche, Amerykanie wydali przedwojenne akcje na okaziciela i zrezygnowali z dalszych roszczeń względem majątku różnych spółek w Polsce.
Akcje Giesche S.A. zostały zdeponowane w archiwum Ministerstwa Finansów, nie zostały jednak unieważnione, a rejestry handlowe nie wykreślone. W efekcie, gdy akcje pojawiły się na przełomie lat 80. i 90. na rynku kolekcjonerskim, stały się podstawą do ewentualnych roszczeń.

## Współczesny spór o Giesche S.A.

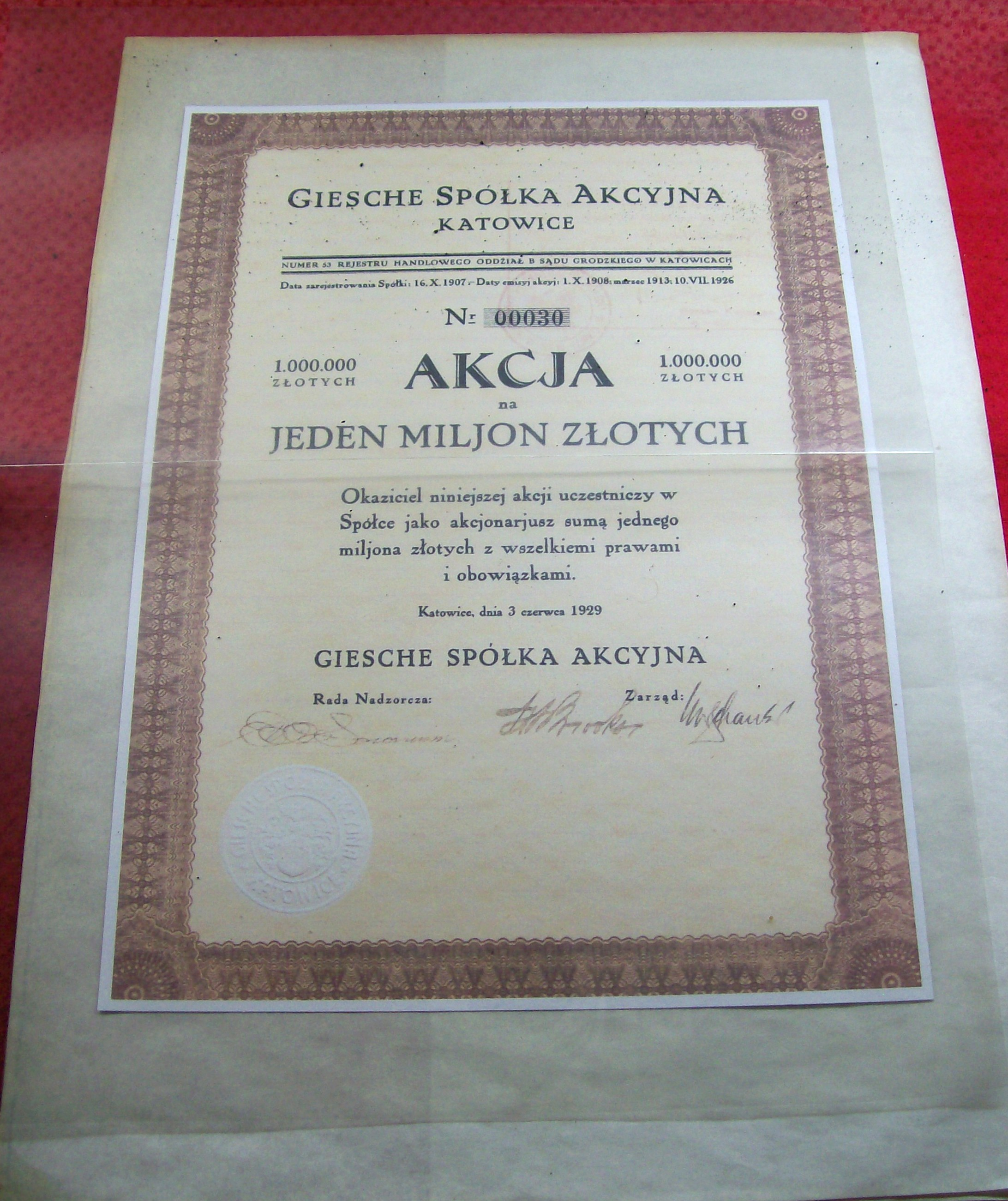
Akcja spółki Giesche na 1 mln zł z 1929 roku

22 marca 2006 roku na wniosek nowych właścicieli akcji spółka została przepisana do Krajowego Rejestru Sądowego, a jej nowe władze przeniosły siedzibę do Gdyni. Od tego czasu spółka dochodzi swoich praw do majątku ziemskiego i nieruchomości. Prokuratura w Katowicach zaskarżyła decyzję sądu o zgodzie na reaktywację spółki. Sąd rejonowy przychylił się do wniosku prokuratury i unieważnił zwołanie zgromadzenia akcjonariuszy. Decyzję tę zaskarżyli przedstawiciele spółki, ale sąd okręgowy utrzymał w mocy orzeczenie sądu rejonowego uzasadniając to tym, że Skarb Państwa przekazał akcje spółki do zniszczenia, zatem ich nabycie przez kolejnych właścicieli nie nastąpiło w dobrej wierze, w związku z tym praw tych nie mogli nabyć również obecni posiadacze akcji. Według tego orzecznictwa spółka funkcjonuje w oparciu o przepisy przedwojenne, a jej jedynym właścicielem pozostaje Skarb Państwa, a wybrane przez posiadaczy akcji organa spółki są nielegalne. 
Przed sądem okręgowym w Warszawie toczyła się sprawa karna przeciwko członkom zarządu reaktywowanej spółki, którym zarzucono usiłowanie wyłudzenia odszkodowania lub zwrotu mienia o znacznej wartości. Trzech mężczyzn zostało skazanych wyrokiem Sądu Okręgowego w Warszawie z 2 czerwca 2016 roku na karę 5 lat pozbawienia wolności i grzywny po 450 tysięcy złotych, dwóch na 3 lata pozbawienia wolności i grzywny po 300 tysięcy złotych.
Działania spółki spowodowały w Ministerstwie Gospodarki intensyfikację prac nad przepisami dotyczącymi przechodzenia spółek z przedwojennych ewidencji do KRS oraz nad ustaleniem, czy spółkę można traktować jako tożsamą z przedwojenną.